# صنایع آب کوریتا
صنایع آب کوریتا (انگلیسی: Kurita Water Industries) شرکت آب تایلندی است، که در سال ۱۹۴۹ تأسیس شد.